# Kappa Mikey
Kappa Mikey ist eine US-amerikanische Zeichentrickserie. Sie wurde von Larry Schwarz für Nickelodeon entwickelt.

## Handlung
Die Serie handelt von dem arbeitslosen Michael „Mikey“ Alexander Simon, welcher in Cleveland, Ohio lebt. Durch ein Rubbellos gewinnt er die Hauptrolle in LilyMu, der einst erfolgreichsten Fernsehserie Japans. Die Co-Stars von LilyMu befinden Mikey anfangs als nicht in die Serie passend, doch bei den Zuschauern kommt er trotzdem an und wird zu Japans erfolgreichstem Fernsehstar.

## Hauptcharaktere
Michael „Mikey“ Alexander Simon
Durch ein Rubbellos wird der 19-jährige Möchtegern-Schauspieler Mikey, der gerade die High School beendet hat, zum neuen Star von LilyMu. Er ist sehr gutgläubig, heiter und impulsiv. Durch seine chaotische Art gelingt es ihm immer wieder, sich und seine Schauspielkollegen in Schwierigkeiten zu bringen – besonders Lily bringt er dadurch regelmäßig zur Weißglut. Trotzdem scheint es in manchen Folgen immer so, als wäre Mikey in Lily verliebt. Für Mitsuki hingegen sind Mikeys Fehltritte meist einfach nur liebenswert.
Lily
Vor der Kamera ist sie ein wahrer Engel, aber sobald der Dreh im Kasten ist, wird sie zur Furie. Lily ist sehr temperamentvoll. Sie kann es nicht ertragen, dass nun nicht mehr sie, sondern Mikey im Mittelpunkt steht – daher nimmt sie jede Gelegenheit wahr, sich hervorzutun und andere herumzukommandieren (besonders natürlich Mikey).
Gonard
Gonard ist das komplette Gegenteil von dem, was er in der Serie LilyMu verkörpert. Spielt er in der Serie ein kriminelles und intelligentes Biest, so ist er im wahren Leben jedoch ein großer liebenswerter Trottel. Er schließt schnell mit Mikey Freundschaft und hilft ihm sich in Tokyo zurechtzufinden. Gonard hat manchmal den Hang dazu, durch seine Trotteligkeit eher ein Bremsklotz als eine Hilfe zu sein. Außerdem hat er einen extremen Appetit, insbesondere auf Sandwiches und Kekse.
Mitsuki
In LilyMu verkörpert Mitsuki ein echtes taffes Bad-Girl, doch in Wahrheit ist sie eine sehr liebenswerte, harmoniebedürftige und großzügige Person. Sie ist in Mikey verliebt und tut alles dafür, damit er sich in Japan wohlfühlt – allerdings sind ihre Annäherungsversuche kaum von Erfolg gekrönt. Mikey kann sich oft nicht mal ihren Namen merken und übersieht ihre Zuneigung. Sie ist außerdem der Ruhepol im Team und bemüht sich stets, Streit und Unstimmigkeiten bei den Schauspielern aus der Welt zu schaffen.
Guano
Guano ist Schauspieler sowie der Drehbuchautor und Regisseur in der Serie LilyMu. In der Serie ist ein kleines Tier (ein Critter), das Pokémon ähnlich nur „Guano, Guano!“ sagt, außerhalb der Serie ist er aber sehr intelligent und gebildet. Er kann sehr neurotisch und frustriert sein, was bei ihm teilweise richtige Anfälle auslöst. Er trägt ständig sein Kostüm, dass er nie ausziehen würde, jedoch musste er es einmal tun. Dies tat er jedoch hinter einem Vorhang und er zog sich rasch ein neues, identisches Kostüm an, ohne das jemals einer seiner Kollegen sein äußeres gesehen hätte. Hinter diesem Vorhang sah man jedoch kurz den Schatten eines muskulösen Mannes der genausogroß war wie Guano, dann einen großen Mann und dann eine Frau. Außerdem ist Guano Ozus verschollener Sohn. Hinter seinem Kristall bewahrt er einen Teddybären auf, den Ozu ihm gab, als er sich auf den Weg nach Japan machte, um berühmt zu werden.
Ozu
Ozu arbeitet bereits seit 6 Jahrzehnten beim japanischen Fernsehen. Er ging eines Tages von seiner Familie fort um in Japan Geschichte zu schreiben, dafür musste er aber seine Frau und seinen Sohn verlassen. Er versprach Weihnachten wiederzukommen, jedoch war da seine Familie nicht mehr in seinem Haus. In der gleichen Folge erfährt man, dass Guano sein Sohn ist. Er ist der Produzent von LilyMu und für seine Wutausbrüche bekannt. Bei Mikey jedoch drückt er immer wieder ein Auge zu, da er erkannt hat, dass sein Ruhm die Serie am Laufen hält. Ozu schikaniert die Schauspieler manchmal, indem er ihnen Aufgaben aufdrückt, die er für die Publicity und ähnliches wichtig hält.
Yes Man
Yes Man ist anscheinend eine Art Sekretär oder Berater von Ozu. Er fällt durch seine kurzen, hektischen Auftritte auf, wo er meist nur einen kurzen Satz oder Kommentar abgibt und dann sofort wieder verschwindet. Grundsätzlich ist Yes Man der gleichen Meinung wie Ozu. Außerdem ist Yes Man die Person, die den meisten körperlichen Schaden abbekommt – egal, ob er für eine Piñata gehalten und mit Stöcken verprügelt oder aus einer Kanone gefeuert wird.

## Produktion und Veröffentlichung
Kappa Mikey wird in den Vereinigten Staaten von Animation Collective produziert. Die Tonaufnahmen werden bei NYAV Post aufgenommen. Animiert wird die Serie mit Adobe Flash. In einigen Szenen jedoch arbeitet man mit CGI, welche mit dem Programm Maya gerendert werden. Dies geschieht in 3 Studios in New York City. Das Titellied von Kappa Mikey stammt von der japanischen Band Beat Crusaders. Der Song läuft in seiner vollen Länge über 2:31 Minuten.
Am 25. Februar 2006 wurde Kappa Mikey weltweit erstmals veröffentlicht. Ab dem 20. August 2006 wurde sie auf dem Sender Nicktoons Network ausgestrahlt. In Deutschland lief die Serie am 12. September 2006 an. Der Pay-TV-Sender Nicktoons strahlt sie seit dem 4. September 2010 aus.

## Synchronisation
| Rolle               | Englischer Sprecher   | Deutscher Sprecher |
| ------------------- | --------------------- | ------------------ |
| Michael Mikey Simon | Michael Sinterniklaas | Marius Clarén      |
| Lily                | Kether Donohue        | Giuliana Jakobeit  |
| Mitsuki             | Evelyn Lanto          | Magdalena Turba    |
| Gonard              | Sean Schemmel         | Gerrit Schmidt-Foß |
| Ozu                 | Stephen Moverley      | Hasso Zorn         |
| Guano               | Gary Mack             | Lutz Schnell       |
| Yes Man             | Jesse Adams           | Gerald Schaale     |

## Anime-Gastauftritte
In der Serie gibt es zahlreiche Anime-Gastauftritte. Im Vorspann zum Beispiel kann man bei genauem Hinsehen sowohl Chi aus Chobits, als auch Shampoo aus Ranma ½ entdecken. In einer anderen Folge treten Ami und Yumi aus Puffy AmiYumi auf. Auch während der Folgen findet man bekannte Figuren, wie Detektiv Conan und Kakashi Hatake (aus Naruto), Yugi Muto (Yu-Gi-Oh!) oder die Hexe Yubaba (aus Chihiros Reise ins Zauberland) als Masako Masako.